# 師曠
師曠（？—？），字子野，又稱晉野，出生地争議不錄，晋国盲人乐师，是春秋时期著名的音樂家。其出仕年代約在晉悼公、晉平公執政期間。據說撰有《宝符》100卷。師曠曾擔任晋國大夫，也時常透過其「眼盲」作梗來勸諫君王。
師曠生而无目，自称“盲臣”。耳朵非常靈敏，甚知音律，善弹琴，相传其谱作有《阳春》《白雪》等著名琴曲。 也会鼓瑟。

## 善斷钟音
晋平公曾铸有大钟，乐工都以为音律和谐，只有师旷說“不调”，後來齐国乐师师涓证实師曠所言不假。

## 师旷撞琴
晋平公和臣子们在一起喝酒。酒喝得正高兴时，晋平公歎了一口氣说：“没有甚麼事比做君王更快乐的了！只有君王講的话没人敢反抗！”师旷在旁边陪坐，听了这话，便拿起琴朝晋平公敲去。晋平公连忙提起衣服躲開。琴在墙壁上敲坏了。晋平公说：“大师， 您敲谁呀？”师旷故意答道：“刚才有个小人在您旁邊胡說八道，因此我气得要敲他。”晋平公说：“说话的是寡人呀。”师旷说：“哎呀！这不是为人君王的人應該说的话啊！”后来，晋平公要求手下不要清理掉墙上琴敲过的痕迹，以便给自己留下个警戒。

## 炳烛而学
晋平公对师旷说：“我已经是七十岁的人了，想要学习，恐怕太晚了吧？” 师旷说：“那就點亮火把？”晋平公生气地说：“哪有做臣子的戏弄他的君王的呢？”师旷就认真地对他说：“盲臣怎么敢戏弄君王啊！我听说：‘少年的时候好学，就如同日出时的阳光；壮年的时候好学，就如同太阳在中午时的光明；老年的时候好学，就如同点亮火把的光亮。’点亮了火把的光亮，和黑暗中行走哪个更好呢？” 晋平公听后，称赞师旷讲得很好。 這是他勉勵晋平公要活到老學到老的事跡，出於劉向《說苑》，以三個比喻說明老年時才學習，雖成效低、學得慢，但總比不學習好。但这一典故与《史记》矛盾，真实性存疑。《史记》记载晋平公之父晋悼公14岁继位，在位14年去世，而晋平公在位26年，去世时应该远没有70岁。

## 民本思想
《左传》记载了師曠的民本思想。鲁襄公十四年（前559年），晋悼公问師曠对卫人逐君的看法，師曠直言：所謂君王，是神明的主祭者，也是人民的希望。如果讓人民賴以為生的物資缺乏，神明失去了祭祀，人民也失去了希望，社稷也沒有人主持，君王幹甚麼用？不趕走君王那要幹甚麼？師曠的思想比孟子的“民为贵，社稷次之，君为轻”的民本思想要早得多。